# 루키 (미국의 드라마)
《루키》(영어: The Rookie)는 2018년부터 ABC에서 방영 중인 미국의 드라마 텔레비전 시리즈이다.

## 출연
- 네이선 필리언
- 얼리사 디애즈
- 리처드 T. 존스
- 애프턴 윌리엄슨
- 숀 애슈모어
- 에릭 윈터